# 織田瑟瑟
織田 瑟瑟（おだ しつしつ、安永8年（1779年） - 天保3年7月9日（1832年8月4日）は、江戸時代後期の女流絵師。本名は津田 政江。桜を題材にした絵画を得意とした。

## 生涯
安永8年（1779年）、近江国神崎郡（現在の滋賀県東近江市）川合寺で、知行700石を領する津田内匠貞秀の長女として誕生。名は政江。
津田家は織田信長の九男織田信貞を遠祖とし、豊臣秀吉より神崎郡内御園荘に領国を賜り川合寺に館を築いた。信貞は関ヶ原の戦いにおいて東軍に属し、以後は徳川家康に仕え旗本となった。代々江戸に住んでいたが、信貞の次男で高家旗本であった織田貞置の孫・織田長経（貞秀の父）が領国川合寺に隠棲し、津田姓を称したことから川合寺津田家は始まる。
幼い頃から絵を描くことに優れていたと伝えられている。父・貞秀に男子がなかったことから、政江が10代前半の時、縫殿助岐山なる風流人を婿に迎える。瑟瑟は京都に移り住み、やがて娘が生まれるが寛政6年（1794年）に娘は夭逝する。その後、京都鳴滝の女流画家で桜花の写生を得意とした三熊露香に入門し、本格的に絵を学ぶ。三熊露香への入門は瑟瑟自身が桜を描くことが好きであったことによる。画名を「瑟瑟」とし、これは風の吹く様、或いは深緑色を意味する。早くも寛政8年（1796年）と翌9年（1797年）京都の「東山新書画展」に夫と共に出品している（同目録）。ところが夫も寛政9年に死別する。
文化7年（1810年）の『近世逸人画史』には「平安人」と記載され京に住んでいたようだが、その後川合寺の本家に戻り、11歳年上の彦根藩士石居家の三男・信章を瑟瑟の婿養子津田信章として迎え入れた。しかし、文化10年（1813年）瑟瑟が35歳の時に夫・信章は病死し、その後は再婚せず、子の貞逸の教育に徹する。貞逸成人後の50歳前後で剃髪、妹の八千代と共に隠棲した。なお、貞逸も母同様の桜図が数点確認され、八千代も絵を良くしたという。また、瑟瑟に弟子がいたという所伝はないが、守山輝子という絵師が瑟瑟に類似した桜図を描いている作例があり、瑟瑟の弟子だと考えられる。
天保3年（1832年）に54歳で死去。墓は川合寺にある津田家の菩提寺・西蓮寺にあり、法名は専浄院殿天誉快楽名桜大姉。なお、墓は自分が写生し寺に移植した桜の下に設けるよう遺言したが、2018年現在はその桜はない。

## 織田桜
瑟瑟が描く絵はほとんどが桜絵であったことから地元近江では「織田桜」と称され、今も数多くの作品が残る。露香門下で瑟瑟の名は類まれな彩色手法より高く評価され、瑟瑟が桜の絵を描いていると空飛ぶ鳥が実物と間違えその絵の桜に止まりに来たとの逸話も残されている。
瑟瑟の落款や画風の変遷はおよそ4期に分けられる。第一期は寛政後半から享和初年までの、結婚から死別を経て再婚するまで。款記には織田姓を記さず瑟瑟のみ記し、印には「織田氏女」「瑟瑟」の大印を用いる。画風には、師・露香の影響が残る。第二期は享和初年以降から文政4年（1821年）20代から43歳までで、貞逸が成人する頃までに当たる。落款に織田姓をほとんど書き込み「織田氏女瑟瑟」と記す。印は、第一期の大印は使用せず、「織田氏女」「瑟瑟」小印と「惜花人」印を組み合わせる。作風は師と決別し、桜そのものの描写に重きを置いていく。絵の上部は幹の上を花が覆い、絵の下方からも若枝が伸び花を咲かせるといった二層式構図が典型的に用いられる。第三期は文政4年から文政12年（1829年）51歳まで。もっぱら「貞逸母」と記す。印は第一期の大印を再び用い、「家在越渓南岸」の巨大印を併用することも多い。画風は最も特徴的で、地面は盛り上がり幹は老木となって、花はみっしり咲き誇る美しくも力強い作品が多い。第四期は文政12年から没年まで。落款は「貞逸母」から「織田氏女瑟瑟」に戻って自体は細く弱くなり、印も第二期のものに戻る。画風も優美になり、繊細かつ円熟した作品が残っている。

## 作品
| 作品名         | 技法     | 形状・員数 | 寸法（縦x横cm）  | 所有者                       | 年代               | 落款・印章 | 備考 |
| -------------- | -------- | ---------- | ---------------- | ---------------------------- | ------------------ | --- | --- |
| 桜花二十品図巻 | 絹本着色 | 1巻        | 27.7x133.6       | 京都府（京都文化博物館管理） | 1828年（文政11年） | | |
| 八重伊勢桜図   | 絹本著色 | 1幅        | 71.3x27.6        | 白鹿記念酒造博物館           | 1828年（文政11年） | 「織田氏女」白文方印・「瑟瑟」白文方印・「惜華人」白文方印                                                                                | |
| 異牡丹桜真図   | 絹本著色 | 1幅        | 144.8x51.1       | 白鹿記念酒造博物館           | 1828年（文政11年） | | |
| 隅田川桜       | 絹本著色 | 双幅       | 114.0x42.3（各） | 東京富士美術館               | 1829年（文政12年） | | |
| 須磨桜真図     | 絹本著色 | 1幅        | 83.4x32.4        | 実践女子学園香雪記念資料館   | 1831年(天保2年）冬 | 款記「須磨櫻真圖／天保二辛卯冬／織田氏女瑟々寫」/「織田氏女」白文方印・「瑟瑟」白文方印・「惜華人」白文方印・遊印「芳華自中出」朱文長方印 | |
| 江戸法来寺桜図 | 絹本著色 | 1幅        | 105.8x33.3       | 板橋区立美術館               |                    | | |
| 桜花五品図     | 絹本着色 | 1幅        | 26.2x35.6        | 京都府（京都文化博物館管理） |                    | | |
| 楊貴妃桜図     | 絹本着色 | 1幅        | 40.2x55.4        | 京都府（京都文化博物館管理） |                    | | |
| 八重桜図       | 絹本着色 | 1幅        | 105.1x35.6       | 京都府（京都文化博物館管理） |                    | | |
| 八重桜図       | 絹本着色 | 1幅        | 38.4x55.2        | 京都府（京都文化博物館管理） |                    | | |
| 異有明桜真図   | 絹本著色 | 1幅        | 37.2x50.8        | 白鹿記念酒造博物館           |                    | 「織田氏女」白文方印・「瑟瑟」白文方印・「惜華人」白文方印・遊印「芳華自中出」朱文長方印                                                  | |
| 八重桜の図     |          | 1幅        |                  |                              |                    | | |
| 桜譜           |          | 1巻        |                  |                              |                    | | |
| 有明桜の図     |          | 1幅        |                  |                              |                    | | |
| 桐ヶ谷桜図     |          | 1幅        |                  |                              |                    | | |
| 山桜便殿桜の図 |          | 1幅        |                  |                              |                    | | |
| 須磨桜の図     |          | 1幅        |                  |                              |                    | | |
| 糸桜の図       |          | 1幅        |                  |                              |                    | | |
| 桐ヶ谷別の図   |          | 1幅        |                  |                              |                    | | |
| 千鳥桜の図     |          | 1幅        |                  |                              |                    | 款記「湖東越水南堤貞逸母」 | 署名にある湖東越水南堤は川合寺の館から見える愛知川南岸の堤防で、一子貞逸への母の熱い思いを感じることができる。 |

## 参考資料
単行本
- 木村至宏ほか編 『近江人物伝』 弘文堂書店、1976年、234頁
- 石丸正運『近江の画人たち』サンブライト出版〈近江文化叢書7〉、1980年、85頁。

図録
- 名古屋城特別展開催委員会発行・編集 『城の春 さくらの美術』展図録、2008年3月

論文
- 今橋理子「花惜しむ人--桜狂の譜・三熊思孝から織田瑟々へ」『東海大学紀要 文学部』第64号、東海大学文学部、1995年、25-46,図10p、ISSN 05636760、NAID 110001048403。
- 横谷賢一郎、1985、「織田瑟々の伝記の検討」、木村至宏（編）『近江の歴史と文化』、思文閣出版 ISBN 978-4-7842-0892-0 pp. 419-432

地誌・事典
- 『近江の先覚[第1集] 織田瑟瑟』滋賀県教育会〈近江文化叢書7〉、1951年、183頁。
- 「織田瑟瑟」『滋賀県百科事典』 大和書房、1984年1月、ISBN 978-4-4799-0012-2